# 브레샤 웹

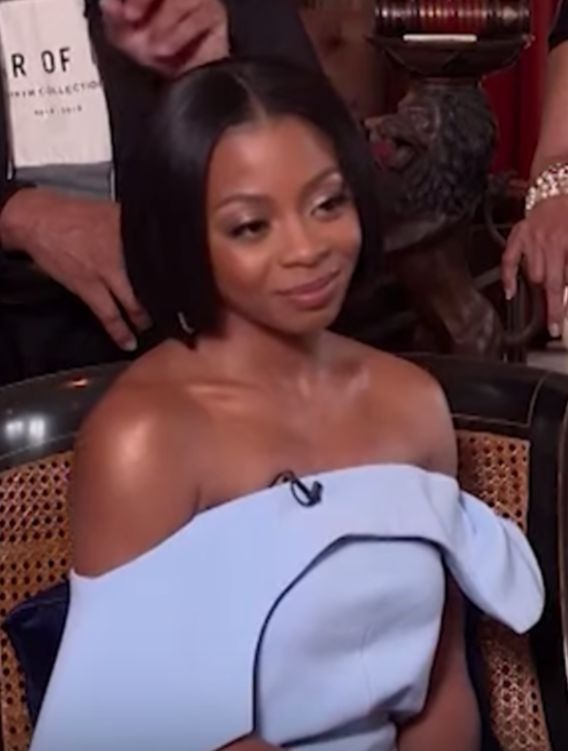

브레샤 웹(Bresha Webb, 1987년 7월 10일 ~ )은 미국의 배우, 텔레비전 배우, 영화배우이다.
볼티모어에서 태어났다.

## 영화
- 폴 프롬 그레이스 (2020년)
- 더 하우스 넥스트 도어 (2020년)
- 섹스튜플리츠 (2019년)
- 미트 더 블랙스 (2016년)